# Пяски (Пйотрковський повіт)
Пя́ски (пол. Piaski) — село в Польщі, у гміні Воля-Кшиштопорська Пйотрковського повіту Лодзинського воєводства.
Населення — 153 особи (2011).
У 1975—1998 роках село належало до Пйотрковського воєводства.

## Демографія
Демографічна структура станом на 31 березня 2011 року:
|          | Загалом | Допрацездатний вік | Працездатний вік | Постпрацездатний вік |
| -------- | ------- | ------------------ | ---------------- | -------------------- |
| Чоловіки | 85      | 16                 | 59               | 10                   |
| Жінки    | 68      | 8                  | 42               | 18                   |
| Разом    | 153     | 24                 | 101              | 28                   |